# اسپونلا
اسپونلا (به اسپانیایی: Esponellà) یک منطقهٔ مسکونی در اسپانیا است که در پلا دی ایستانی واقع شده‌است. اسپونلا ۱۶٫۱ کیلومتر مربع مساحت دارد.